# 新幹線E955型電力動車組

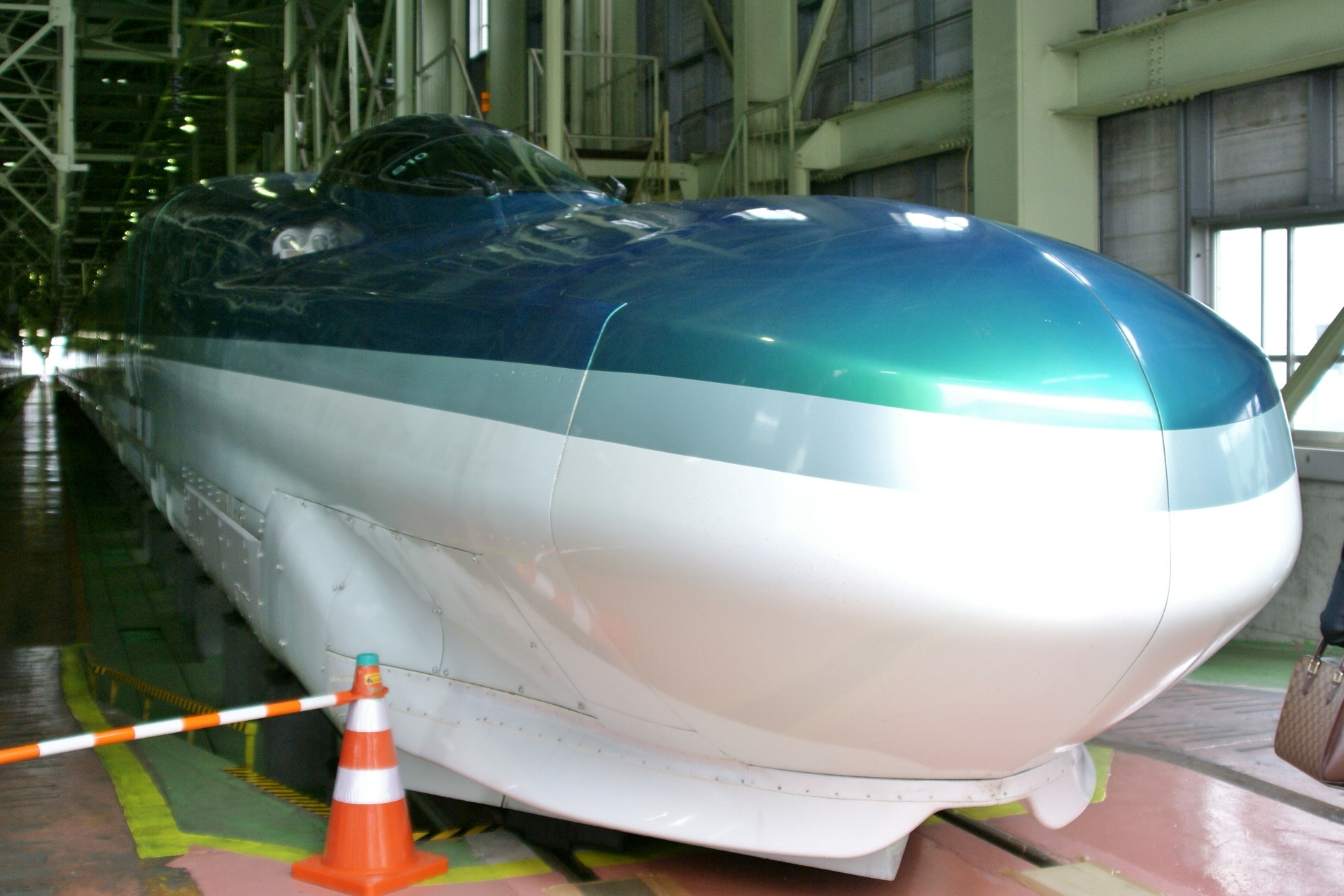
車庫內的新幹線E955型 (2008年7月)

新幹線E955型電力動車組（日语：新幹線E955形電車），是供東日本旅客鐵道使用的新幹線直達特快試驗動車組，於2006年3月下線。這款動車組又名「FASTECH 360 Z」，是兩款「FASTECH 360」列車之二，當中「Z」取自在來線日語羅馬字「Zairaisen」首個字母。
這款試驗車是JR東日本為了研究以每小時360公里速度營運的可行性而設計的，列車在試驗期間會收集各種數據。

## 設計原因
隨著東北新幹線會於2010年伸延至青森，為了與航空業競爭，新幹線也有需要進行提速，而經改裝的E2系列車，在2003年的試驗也能達至每小時360公里的速度，遂研發E954型和E955型高速列車，當中後者會供新幹線與在來線之間作直通快車使用。除提速外，研究範圍還包括安全、減低噪音、乘客舒適度等各方面。

## 設計特色
這款列車除會成為最快的鋼輪列車外，也是首款使用空氣輔助制動系統的輪軌列車，在每節車廂兩端車頂會昇起貓耳形狀的剎車板，以空氣阻力剎車，減少轉向架的損耗。

## 試驗&編組
該列車主要在東北新幹線仙台至北上之間及秋田新幹線盛岡至秋田間作行車測試，部份試驗會與E954型動車組併結作測試。惟在2006年的冬季因氣候持續偏暖，使列車的耐雪測試不能如期進行。
2008年夏季被除去空氣抵抗增加裝置，同年10月，該列車所有預定的試驗結束。12月12日除籍，其後全列拆卸。

### E955型（S10編组） 編组表
|          |              |              |             |             |             |              |
|          |              |              |             |             |             |              |
| 号車     | 11           | 12           | 13          | 14          | 15          | 16           |
| 型式     | E955型 (M2c) | E955型 (M1s) | E955型 (M1) | E955型 (M1) | E955型 (M1) | E952型 (M2c) |
| 番台     | 1            | 2            | 3           | 4           | 5           | 6            |
| 座席     | 普通車       | 绿色車       | 普通車      | 普通車      | 普通車      | 普通車       |
| 定員     |              | 25           | 71          |             |             |              |
| 动力单元 | 单元1        | 单元1        | 单元2       | 单元2       | 单元3       | 单元3        |

| \| 編组名稱 \| 完工日期 \| 製造厂家 \| 車籍廢除日 \| 参考 \| \| -------- \| ------------- \| --------------------- \| -------------- \| ------------------------------------------------- \| \| S10 \| 2006年3月25日 \| 川崎重工業 日立製作所 \| 2008年12月12日 \| 2-3號車為日立製作所承造 1,4-6號車為川崎重工業承造 \| |               |                       |                |                                                   |
| 編组名稱 | 完工日期      | 製造厂家              | 車籍廢除日     | 参考                                              |
| S10 | 2006年3月25日 | 川崎重工業 日立製作所 | 2008年12月12日 | 2-3號車為日立製作所承造 1,4-6號車為川崎重工業承造 |